# Fairmont, Minnesota
Fairmont là một thành phố nằm ở quận Martin thuộc tiểu bang Minnesota, Hoa Kỳ. Đây là quận lỵ của quận Martin. Thành phố có diện tích km2, dân số theo ước tính năm 2008 của Cục điều tra dân số Hoa Kỳ là 10.889 người6.

## Khí hậu
| Dữ liệu khí hậu của Fairmont, Minnesota, 1991–2020 normals, extremes 1891–2013 | Dữ liệu khí hậu của Fairmont, Minnesota, 1991–2020 normals, extremes 1891–2013 | Dữ liệu khí hậu của Fairmont, Minnesota, 1991–2020 normals, extremes 1891–2013 | Dữ liệu khí hậu của Fairmont, Minnesota, 1991–2020 normals, extremes 1891–2013 | Dữ liệu khí hậu của Fairmont, Minnesota, 1991–2020 normals, extremes 1891–2013 | Dữ liệu khí hậu của Fairmont, Minnesota, 1991–2020 normals, extremes 1891–2013 | Dữ liệu khí hậu của Fairmont, Minnesota, 1991–2020 normals, extremes 1891–2013 | Dữ liệu khí hậu của Fairmont, Minnesota, 1991–2020 normals, extremes 1891–2013 | Dữ liệu khí hậu của Fairmont, Minnesota, 1991–2020 normals, extremes 1891–2013 | Dữ liệu khí hậu của Fairmont, Minnesota, 1991–2020 normals, extremes 1891–2013 | Dữ liệu khí hậu của Fairmont, Minnesota, 1991–2020 normals, extremes 1891–2013 | Dữ liệu khí hậu của Fairmont, Minnesota, 1991–2020 normals, extremes 1891–2013 | Dữ liệu khí hậu của Fairmont, Minnesota, 1991–2020 normals, extremes 1891–2013 | Dữ liệu khí hậu của Fairmont, Minnesota, 1991–2020 normals, extremes 1891–2013 |
| Tháng                                                                          | 1                                                                              | 2                                                                              | 3                                                                              | 4                                                                              | 5                                                                              | 6                                                                              | 7                                                                              | 8                                                                              | 9                                                                              | 10                                                                             | 11                                                                             | 12                                                                             | Năm                                                                            |
| ------------------------------------------------------------------------------ | ------------------------------------------------------------------------------ | ------------------------------------------------------------------------------ | ------------------------------------------------------------------------------ | ------------------------------------------------------------------------------ | ------------------------------------------------------------------------------ | ------------------------------------------------------------------------------ | ------------------------------------------------------------------------------ | ------------------------------------------------------------------------------ | ------------------------------------------------------------------------------ | ------------------------------------------------------------------------------ | ------------------------------------------------------------------------------ | ------------------------------------------------------------------------------ | ------------------------------------------------------------------------------ |
| Cao kỉ lục °F (°C)                                                             | 64 (18)                                                                        | 64 (18)                                                                        | 81 (27)                                                                        | 90 (32)                                                                        | 108 (42)                                                                       | 106 (41)                                                                       | 108 (42)                                                                       | 109 (43)                                                                       | 100 (38)                                                                       | 93 (34)                                                                        | 79 (26)                                                                        | 67 (19)                                                                        | 109 (43)                                                                       |
| Trung bình tối đa °F (°C)                                                      | 43.7 (6.5)                                                                     | 48.6 (9.2)                                                                     | 66.6 (19.2)                                                                    | 81.3 (27.4)                                                                    | 87.1 (30.6)                                                                    | 92.4 (33.6)                                                                    | 93.7 (34.3)                                                                    | 91.3 (32.9)                                                                    | 87.9 (31.1)                                                                    | 80.6 (27.0)                                                                    | 64.1 (17.8)                                                                    | 47.2 (8.4)                                                                     | 95.2 (35.1)                                                                    |
| Trung bình ngày tối đa °F (°C)                                                 | 23.9 (−4.5)                                                                    | 28.3 (−2.1)                                                                    | 40.9 (4.9)                                                                     | 56.3 (13.5)                                                                    | 68.9 (20.5)                                                                    | 79.7 (26.5)                                                                    | 82.9 (28.3)                                                                    | 80.7 (27.1)                                                                    | 74.5 (23.6)                                                                    | 59.9 (15.5)                                                                    | 43.2 (6.2)                                                                     | 29.1 (−1.6)                                                                    | 55.7 (13.2)                                                                    |
| Trung bình ngày °F (°C)                                                        | 15.2 (−9.3)                                                                    | 19.2 (−7.1)                                                                    | 31.6 (−0.2)                                                                    | 45.6 (7.6)                                                                     | 58.9 (14.9)                                                                    | 69.9 (21.1)                                                                    | 73.4 (23.0)                                                                    | 71.0 (21.7)                                                                    | 63.4 (17.4)                                                                    | 49.6 (9.8)                                                                     | 34.3 (1.3)                                                                     | 21.2 (−6.0)                                                                    | 46.1 (7.8)                                                                     |
| Tối thiểu trung bình ngày °F (°C)                                              | 6.6 (−14.1)                                                                    | 10.2 (−12.1)                                                                   | 22.4 (−5.3)                                                                    | 34.9 (1.6)                                                                     | 49.0 (9.4)                                                                     | 60.1 (15.6)                                                                    | 63.9 (17.7)                                                                    | 61.3 (16.3)                                                                    | 52.4 (11.3)                                                                    | 39.4 (4.1)                                                                     | 25.4 (−3.7)                                                                    | 13.3 (−10.4)                                                                   | 36.6 (2.5)                                                                     |
| Trung bình tối thiểu °F (°C)                                                   | −14.3 (−25.7)                                                                  | −10.5 (−23.6)                                                                  | 1.8 (−16.8)                                                                    | 21.7 (−5.7)                                                                    | 35.4 (1.9)                                                                     | 46.7 (8.2)                                                                     | 53.7 (12.1)                                                                    | 49.5 (9.7)                                                                     | 36.6 (2.6)                                                                     | 24.3 (−4.3)                                                                    | 8.3 (−13.2)                                                                    | −9.9 (−23.3)                                                                   | −18.8 (−28.2)                                                                  |
| Thấp kỉ lục °F (°C)                                                            | −35 (−37)                                                                      | −33 (−36)                                                                      | −30 (−34)                                                                      | 2 (−17)                                                                        | 22 (−6)                                                                        | 30 (−1)                                                                        | 40 (4)                                                                         | 34 (1)                                                                         | 18 (−8)                                                                        | 0 (−18)                                                                        | −19 (−28)                                                                      | −26 (−32)                                                                      | −35 (−37)                                                                      |
| Lượng Giáng thủy trung bình inches (mm)                                        | 0.85 (22)                                                                      | 1.16 (29)                                                                      | 1.93 (49)                                                                      | 3.53 (90)                                                                      | 4.58 (116)                                                                     | 5.02 (128)                                                                     | 3.88 (99)                                                                      | 3.79 (96)                                                                      | 3.44 (87)                                                                      | 2.32 (59)                                                                      | 1.58 (40)                                                                      | 1.38 (35)                                                                      | 33.46 (850)                                                                    |
| Lượng tuyết rơi trung bình inches (cm)                                         | 6.3 (16)                                                                       | 6.8 (17)                                                                       | 9.6 (24)                                                                       | 3.4 (8.6)                                                                      | 0.0 (0.0)                                                                      | 0.0 (0.0)                                                                      | 0.0 (0.0)                                                                      | 0.0 (0.0)                                                                      | 0.0 (0.0)                                                                      | 0.3 (0.76)                                                                     | 5.3 (13)                                                                       | 13.5 (34)                                                                      | 45.2 (113.36)                                                                  |
| Số ngày giáng thủy trung bình (≥ 0.01 in)                                      | 7.4                                                                            | 6.2                                                                            | 7.5                                                                            | 10.2                                                                           | 11.8                                                                           | 12.1                                                                           | 9.5                                                                            | 9.0                                                                            | 8.4                                                                            | 7.9                                                                            | 6.0                                                                            | 7.4                                                                            | 103.4                                                                          |
| Số ngày tuyết rơi trung bình (≥ 0.1 in)                                        | 4.8                                                                            | 3.8                                                                            | 2.7                                                                            | 1.3                                                                            | 0.0                                                                            | 0.0                                                                            | 0.0                                                                            | 0.0                                                                            | 0.0                                                                            | 0.2                                                                            | 3.0                                                                            | 5.3                                                                            | 21.1                                                                           |
| Nguồn 1: NOAA (snow/snow days 1981–2010)                                       |                                                                                |                                                                                |                                                                                |                                                                                |                                                                                |                                                                                |                                                                                |                                                                                |                                                                                |                                                                                |                                                                                |                                                                                |                                                                                |
| Nguồn 2: XMACIS2 (mean maxima/minima, snow depth 1981–2010)                    |                                                                                |                                                                                |                                                                                |                                                                                |                                                                                |                                                                                |                                                                                |                                                                                |                                                                                |                                                                                |                                                                                |                                                                                |                                                                                |

## Thông tin nhân khẩu
Theo điều tra dân số 2 năm 2000, đã có 10.889 người và 2.962 gia đình sống trong thành phố. Mật độ dân số là 747,5 người trên một dặm vuông (288.6/km ²). Có 5.036 đơn vị nhà ở mật độ trung bình của 345.7/sq mi (133.5/km ²). Cơ cấu chủng tộc của thành phố là 96,1% Trắng, 0,4% người Mỹ gốc Phi, 0,1% người Mỹ bản xứ, 0,6% ở châu Á, Thái Bình Dương 0,03%, 1,9% từ các chủng tộc khác, và 0,9% từ hai hoặc nhiều chủng tộc.
Có 4.702 hộ, trong đó 28,6% có trẻ em dưới 18 tuổi sống chung với họ, 51,0% là đôi vợ chồng sống với nhau, 9,3% có nữ hộ và không có chồng, và 37,0% là không lập gia đình. 33,2% của tất cả các hộ gia đình đã được tạo ra từ các cá nhân và 16,7% có người sống một mình 65 tuổi hoặc lớn tuổi hơn là người. Cỡ hộ trung bình là 2,25 và cỡ gia đình trung bình là 2,86.
Dân số thành phố đã có độ tuổi trải ra với 24,3% ở độ tuổi dưới 18, 6,7% 18-24, 24,8% 25-44, 23,1% từ 45 đến 64, và 21,1% từ 65 tuổi trở lên người. Độ tuổi trung bình là 41 năm. Đối với mỗi 100 nữ có 90,2 nam giới. Đối với mỗi 100 nữ 18 tuổi trở lên, có 85,3 nam giới.
Thu nhập trung bình cho một hộ gia đình trong thành phố là $ 33.709, và thu nhập trung bình cho một gia đình là $ 46.637. Phái nam có thu nhập trung bình $ 31.365 so với 22.447 $ cho phái nữ. Thu nhập bình quân đầu người của thành phố là 18.658 $. Giới 8,0% của các gia đình và 11,9% dân số sống dưới mức nghèo khổ, bao gồm 20,7% của những người dưới 18 tuổi và 9,3% của những người 65 tuổi hoặc hơn.